# Georg Sabinus
Georg Sabinus (né Georg Schuler le 23 avril 1508 à Altstadt Brandenburg et mort le 2 décembre 1560 à Francfort-sur-l'Oder) est un poète et diplomate allemand. Professeur de poésie et d'éloquence, il est le recteur fondateur de l'université de Königsberg. 

## Biographie
Georg Sabinus est le fils du maire de la vieille ville de Brandebourg, Balthasar Schuler. Après avoir fréquenté l'école de la ville, il étudie la littérature ancienne et la jurisprudence à Wittenberg de 1523/24 à 1533, période pendant laquelle il adopte son nom poétique Sabinus. C'est également là qu'il écoute les conférences de Philipp Melanchthon, ami et compagnon d'armes de Martin Luther, et qu'il fréquente sa maison. Lors de son voyage d'étude en Italie en 1533/34, il fait des connaissances influentes, auxquelles il doit également le titre de "comte palatin papal". Après son retour, il se fiance avec Anna, la fille de Philip et Katharina Melanchthon, qu'il épouse en 1536. Le mariage n'est heureux. Après la mort d'Anna en 1547, les enfants sont élevés par leurs grands-parents à Wittenberg.
Après un long séjour auprès de l'archevêque de Mayence, Albrecht de Brandebourg, il devient professeur de poésie et d'éloquence à l'université brandebourgeoise de Francfort en 1538.
Le 17 août 1544, le duc Albrecht Ier de Brandebourg-Ansbach peut inaugurer son université à Königsberg, en présentant Georg Sabinus à l'auditoire comme son premier recteur.
Dès le début, l'Albertina est placée sous le signe de la liberté. Elle devient un refuge pour les croyants opprimés dans les pays allemands et européens. Les premières décennies qui suivent sa fondation sont houleuses. La controverse sur le dogme protestant est née. Le duc pousse la nomination d'Andreas Osiander à une chaire de théologie - contre la volonté de la faculté.
Après s'être brouillé avec les professeurs et le duc, Georg Sabinus retourne à Francfort (Oder) en 1555 et y devient conseiller et envoyé électoral. L'électeur brandebourgeois Joachim II l'envoie à plusieurs reprises à l'étranger pour des missions diplomatiques. En tant que diplomate à la cour royale polonaise, il jette les bases du co-enfouissement des Hohenzollern du Brandebourg avec le duché de Prusse. En 1560, il tombe malade lors d'un voyage en Italie pour le compte du prince électeur, revient à Francfort (Oder) en hiver et meurt peu après.
Il est un auteur connu et recherché de poèmes d'hommage et de pièces de théâtre didactiques à son époque ; en outre, il écrit des ouvrages interprétatifs et historiques. Dans l'esprit d'Ovide, il écrit des élégies et choisit son nom d'après le poète romain Sabinus.